# ماریا کریوچکووا
ماریا کریوچکووا (به انگلیسی: Maria Kryuchkova) ژیمناست زادهٔ ۷ ژوئیهٔ ۱۹۸۸ میلادی اهل کشور روسیه است.